# Революция кактусов

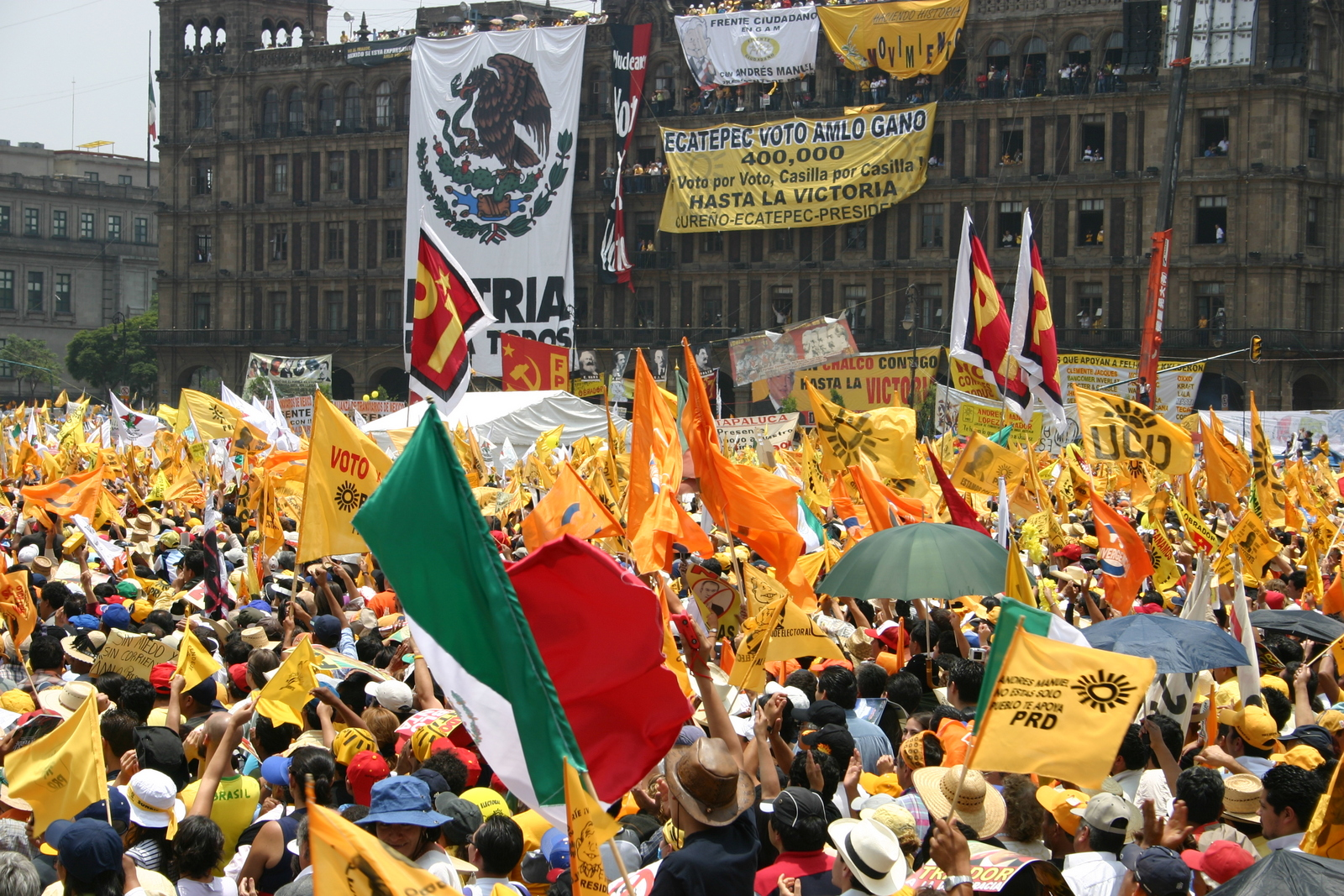
Акция в поддержку Обрадора

«Революция кактусов» 2006 года — многотысячные акции протеста против результатов президентских выборов в Мексике, на которых победителем был объявлен представитель консервативной Партии национального действия Фелипе Кальдерон. Само название данного события воспринимается некоторыми слоями российского общества как идеологическое клише (по аналогии с Оранжевой революцией).
Большинство демонстрантов составили сторонники проигравшего выборы бывшего мэра столицы и лидера Революционно-демократической партии Андреса Мануэля Лопеса Обрадора. Разрыв между кандидатами в президенты составил лишь 0,58 % (что составляет примерно 240 000 голосов), при том, что после обработки 90 % бюллетеней Лопес Обрадор лидировал с отрывом более, чем в процент. Лопес Обрадор отказался признавать поражение и обвинил власти в фальсификациях. Затем начал требовать ручного пересчёта всех бюллетеней. Началась организация массовых протестов, демонстраций и акций гражданского неповиновения. 16 июля в Мехико прошла демонстрация, число участников которой составляло около 1 млн человек. Еще одним способом выражения протеста стала блокада представителями оппозиции посольства Испании, продлившаяся несколько часов.
В субботу 16 сентября 2006 года, в День независимости Мексики, сторонники левых политических сил провозгласили своего лидера законным президентом страны. Это решение было принято на площади Сокало на собранном оппозиционерами Национальном демократическом конвенте.
С усилением радикализации позиции Лопеса Обрадора некоторые руководители Революционно-демократической партии, а также ранее поддерживавшие его парламентарии и губернаторы стали постепенно от него дистанцироваться. Они призывали к поиску компромиссов с новым президентом.
20 ноября, в годовщину начала Мексиканской революции 1910—1917 гг., участники альтернативных выборов провели церемонию присяги Лопеса Обрадора. В ответной речи он пообещал создавать новые рабочие места, защищать природные богатства страны и бороться с коррупцией.
Однако ещё 29 августа Избирательный трибунал подтвердил официальные итоги выборов, и несмотря на акции левоцентристов Фелипе Кальдерон вступил в должность президента 1 декабря 2006 года сроком на шесть лет.

## Ход революции
- 2 июля — президентские выборы.
- 15 августа — полиция разогнала демонстрацию сторонников Обрадора, используя слезоточивый газ. Демонстранты, блокирующие здание мексиканского Конгресса, кидали в полицию камни[5].
- 16 сентября — Обрадор провозглашен митингующими главой параллельного правительства[6].
- 21 ноября — инаугурация Лопеса Обрадора.
- 1 декабря — Фелипе Кальдерон вступил в должность президента Мексики.